# Gustaf Bergman (konstnär)
Gustaf Johan Thomas Bergman, född 29 mars 1835 i Revinge, Malmöhus län, död 19 september 1914 i Kristianstad, var en svensk telegrafkommissarie och konstnär.
Han var son till fanjunkaren Claes Anders Bergman och Johanna Magdalena Elisabeth Sandberg och från 1865 gift med Hilda Maria Magdalena Lund. Han var bror till Elise Bergman. Han avlade studentexamen 1853 och kameralexamen samma år och han utexaminerades från Tekniska elementarskolan i Malmö 1861 och fortsatte därefter studierna vid Tekniska Institutet i Köpenhamn 1862-1863 och vid Konstakademien i Stockholm 1867. Han var tillförordnad ritlärare vid Högre allmänna läroverket i Kristianstad 1864 och telegrafkommissarie i Kristianstad 1863-1895. Hans konst består huvudsakligen av akvareller, med detaljerade återgivningar av det dåtida Kristianstad. Han medverkade med bilder av Kristianstads kyrka i bokverket Sveriges historia från äldsta tid till våra dagar.  Bergman är representerad vid Kristianstads museum.